# Liste der Kulturgüter in Hermance
Die Liste der Kulturgüter in Hermance enthält alle Objekte in der Gemeinde Hermance im Kanton Genf, die gemäss der Haager Konvention zum Schutz von Kulturgut bei bewaffneten Konflikten, dem Bundesgesetz vom 20. Juni 2014 über den Schutz der Kulturgüter bei bewaffneten Konflikten sowie der Verordnung vom 29. Oktober 2014 über den Schutz der Kulturgüter bei bewaffneten Konflikten unter Schutz stehen.
Objekte der Kategorie A sind im Gemeindegebiet nicht ausgewiesen, Objekte der Kategorie B sind vollständig in der Liste enthalten, Objekte der Kategorie C fehlen zurzeit (Stand: 1. Januar 2023).

## Kulturgüter
| Foto |                                                                     | Objekt                                                                      | Kat. | Typ | Standort                            | Beschreibung |
| ---- | ------------------------------------------------------------------- | --------------------------------------------------------------------------- | ---- | --- | ----------------------------------- | ------------ |
| ja   | Datei hochladen · Wikidata zu Kirche vom Heiligen Georg (Q29701667) | Kirche Saint-Georges / Église Saint-Georges KGS-Nr.: 02593                  | B    | G   | Rue du Bourg-Dessus 507999 / 128475 |              |
| ja   | Datei hochladen · Wikidata zu Turm (Hermance) (Q29701685)           | Turm und Reste der Stadtmauer / Tour et restes de l’enceinte KGS-Nr.: 02594 | B    | G   | Rue du Couchant 15 508080 / 128410  |              |